# Bjenögloppet
Bjenögloppet är en trång havsvik på Halsölandet utanför Karleby i landskapet Mellersta Österbotten. Arean är 36 hektar.